# Gunnar Österström
Gunnar Wilhelm Österström, född 26 augusti 1908 i Halmstad, död 2 juni 1989 i Hudiksvall, var en svensk teckningslärare och målare.
Han var son till tullöveruppsyningsmannen AW Österström och Lotten Ingeborg Bodman och från 1935 gift med Vivi Ingeborg Malmberg. Efter utbildning anställdes han som teckningslärare i Söderhamn och var vid sidan av sitt arbete verksam som bildkonstnär. Han medverkade i Gävleborgs läns konstförenings utställningar i Gävle och Bollnäs. Tillsammans med Lennart Ahnderson ställde han ut i Hudiksvall. Hans konst består av figurer, interiörer, stilleben och landskapsskildringar utförda i olja.  